# Ернес Льюїс (тенісист)
Ернес Льюїс (англ. Ernest Lewis; 5 квітня 1867 — 19 квітня 1930) — колишній британський тенісист.
Здобув 47 одиночних титулів.
Перемагав на турнірах Великого шолома в парному розряді.
Завершив кар'єру 1897 року.

## Фінали турнірів Великого шолома

### Одиночний розряд (4 поразки)
| Результат | Рік  | Турнір               | Суперник        | Рахунок                 |
| --------- | ---- | -------------------- | --------------- | ----------------------- |
| Поразка   | 1886 | Вімблдонський турнір | Герберт Лоуфорд | 2–6, 3–6, 6–2, 6–4, 4–6 |
| Поразка   | 1888 | Вімблдонський турнір | Ернест Реншоу   | 9–7, 1–6, 6–8, 4–6      |
| Поразка   | 1892 | Вімблдонський турнір | Джошуа Пім      | 6–2, 7–5, 7–9, 3–6, 2–6 |
| Поразка   | 1894 | Вімблдонський турнір | Вілфред Бедделі | 0–6, 1–6, 0–6           |

### Парний розряд (1–6)
| Результат | Рік  | Турнір                    | Партнер         | Суперники                       | Рахунок                 |
| --------- | ---- | ------------------------- | --------------- | ------------------------------- | ----------------------- |
| Поразка   | 1884 | Вімблдонський турнір 1884 | E.L. Williams   | Ернест Реншоу Вільям Реншоу     | 3–6, 1–6, 6–1, 4–6      |
| Поразка   | 1889 | Вімблдонський турнір 1889 | Джордж Гілл'ярд | Ернест Реншоу Вільям Реншоу     | 4–6, 4 6, 6–3, 6–0, 1–6 |
| Поразка   | 1890 | Вімблдонський турнір 1890 | Джордж Гілл'ярд | Джошуа Пім Френк Стокер         | 0–6, 5–7, 4–6           |
| Перемога  | 1892 | Вімблдонський турнір 1892 | Гаррі С. Барлов | Герберт Бадделі Вілфред Бедделі | 4–6, 6–2, 8–6, 6–4      |
| Поразка   | 1893 | Вімблдонський турнір 1893 | Гаррі С. Барлов | Джошуа Пім Френк Стокер         | 6–4, 3–6, 1–6, 6–2, 0–6 |
| Поразка   | 1894 | Вімблдонський турнір 1894 | Гаррі С. Барлов | Герберт Бадделі Вілфред Бедделі | 7–5, 5–7, 6–4, 3–6, 6–8 |
| Поразка   | 1895 | Вімблдонський турнір 1895 | Вілберфорс Івз  | Герберт Бадделі Вілфред Бедделі | 6–8, 7–5, 4–6, 3–6      |